# Nonkels
Nonkels is een Vlaamse comedyserie bedacht door Jelle De Beule, Rik Verheye en Koen De Poorter. De serie gaat over drie West-Vlaamse broers, gespeeld door Jelle De Beule, Rik Verheye en Wim Willaert, die samen met hun gezinnen onverwachts bezoek krijgen van de Kameroense vluchteling Innocent, gespeeld door Blaise Afonso.

## Verhaal
De serie draait om drie West-Vlaamse broers van middelbare leeftijd: Willy, Luc en Pol Persyn. Hoewel de broers met hun respectieve gezinnen in vrede met elkaar leven en tevens elkaars buren zijn, staan ze elk anders in het leven. Willy is als handelaar in kunstgras de meest succesvolle van de drie en woont samen met zijn veel jongere echtgenote Delphine in een chique villa. Pol, een simpele ziel die bij het bedrijf van Willy tewerkgesteld is, is daarentegen alleenstaand en woont nog steeds in het inmiddels vervallen ouderlijk huis van de familie Persyn. Luc is dan weer werkloos en ligt behoorlijk onder de knoet bij zijn echtgenote Carine, aan wier dominantie hij zonder veel succes tracht te ontkomen door zich bezig te houden met een vliegtuigsimulator. Zijn volwassen dochter Anke is inmiddels verloofd met de veel oudere vrouw Fabienne.
Het leven van de familie Persyn wordt compleet overhoop gehaald als tijdens een familiefeest, ter ere van Carines verjaardag, de Kameroense vluchteling Innocent Dipanda bij Luc en Carine aanbelt. Luc blijkt al een geruime tijd via brieven met Innocent te corresponderen en heeft daarin terloops vermeld dat Innocent altijd welkom zou zijn bij hem, echter zonder de bedoeling dat Innocent ook effectief naar België zou komen. Omdat ze hem echter ook niet weg willen sturen, laat Pol Innocent bij hem intrekken en besluit de familie tegen wil en dank om hem in hun midden op te nemen. Op die manier zorgt Innocent voor de nodige opschudding in het vastgeroeste leven van de familie.

## Rolverdeling
| Acteur                | Personage           | Aantal episodes per seizoen | Aantal episodes per seizoen | Aantal episodes per seizoen | Aantal episodes per seizoen |
| Acteur                | Personage           | 1                           | 2                           | 3                           | Totaal                      |
| --------------------- | ------------------- | --------------------------- | --------------------------- | --------------------------- | --------------------------- |
| Wim Willaert          | Pol Persyn          | 8                           | 7                           |                             | 15                          |
| Jelle De Beule        | Luc Persyn          | 8                           | 7                           |                             | 15                          |
| Rik Verheye           | Willy Persyn        | 8                           | 7                           |                             | 15                          |
| Blaise Afonso         | Innocent Dipanda    | 8                           | 7                           |                             | 15                          |
| Isabelle Van Hecke    | Carine Capon        | 8                           | 7                           |                             | 15                          |
| Emilie De Roo         | Delphine Verhaeghe  | 8                           | 7                           |                             | 15                          |
| Silke Thorrez         | Anke Persyn         | 8                           | 7                           |                             | 15                          |
| Wim Opbrouck          | Christian Van Eeden | 2                           | 7                           |                             | 9                           |
| Anne Denolf           | Fabienne            | 8                           |                             |                             | 8                           |
| Manu Van Acker        | Pascal              | 5                           | 3                           |                             | 8                           |
| Assa Sylla            | Safa Ngono          |                             | 7                           |                             | 7                           |
| Jaimie Van Kerschaver | Gianni              |                             | 7                           |                             | 7                           |
| Bernadette Damman     | Nadine              |                             | 6                           |                             | 6                           |
| Günther Lesage        | agent Filip         | 1                           | 3                           |                             | 4                           |
| Tom Ternest           | agent               | 1                           | 3                           |                             | 4                           |
| Mostafa Benkerroum    | Ali Ben             |                             | 3                           |                             | 3                           |
| Catherine Artigala    | Karima              |                             | 3                           |                             | 3                           |
| Mwanza Goutier        | Patrice Laja        |                             | 3                           |                             | 3                           |
| Tania Cnaepkens       | Blanka              |                             | 3                           |                             | 3                           |

Legenda:
| Hoofdrol | Bijrol | Gastrol |

## Afleveringen

### Seizoen 1
| Nr. | Titel                  | Gastrollen | Uitzenddatum | Kijkcijfer (live) |
| --- | ---------------------- | --- | ------------ | ----------------- |
| 1   | Suupraais              | Femke Heijens (Vicky Dockx) | 10 mei 2022  | 306.590           |
| 2   | Bakbanaan              | Julie Delrue (Sandrine), Bert Janssens (Gerry), Steven Mahieu (Rudolf), Martine Jonckheere (kapster)                                                                     | 17 mei 2022  | 308.605           |
| 3   | Mammie                 | Louise Bergez (Kimberly), Marijke Pinoy (Mammie) | 24 mei 2022  | 357.250           |
| 4   | Gunther                | Jan Vergote (Wilfried), Karin Tanghe (mevr. Dubrulle) | 31 mei 2022  | 397.648           |
| 5   | Sorry                  | William Boeva (Wesley), Greet Verstraete (klante), Piet De Praitere (Filip Vansteenkiste), Louise De Bisscop (klante), Dries Heyneman (Frank Uyttersprot)                | 7 juni 2022  | 438.619           |
| 6   | Brussel                | Maya Albert (security), Oumar Diolo (Aristide), Jan Hammenecker (ambtenaar), Darya Gantura (ambtenaar)                                                                   | 14 juni 2022 | 356.472           |
| 7   | Innocent moet blijven! | Ilse de Koe (reporter WTV), Bram Verrecas (cameraman WTV), Gunter Lamoot (Gino)                                                                                          | 21 juni 2022 | 405.998           |
| 8   | Aubergine et tartine   | Lieven Gheysen (Michel), Tom Vermeir (Ivan), Tom Ternest (agent), Günther Lesage (agent), Koen De Poorter (zedenschender), Gunter Lamoot (Gino), Mina Miluka (Agnieszka) | 28 juni 2022 | 340.697           |

### Seizoen 2
| Nr. | Titel                     | Gastrollen | Uitzenddatum  | Kijkcijfer (live) |
| --- | ------------------------- | --- | ------------- | ----------------- |
| 1   | Ceci n'est pas un mariage | Sien Vanmaele (droomvrouw van Innocent) | 18 april 2024 | 353.137           |
| 2   | Concurrensje              | Roland Delannoy (André) | 25 april 2024 | 384.194           |
| 3   | De Persynse muur          | Bianca Vanhaverbeke (medewerkster poetsbureau), Saskia Debaere (Linda) | 2 mei 2024    | 356.381           |
| 4   | De golfoorlog             | Barbara Sarafian (Marie-Gisèle), William Boeva (Wesley), Patricia Goemaere (bowlster) | 9 mei 2024    | 344.142           |
| 5   | Ik kan het uitleggen...   | Martine Werbrouck (dame), Cyriel Verstraete (ober) | 16 mei 2024   | 386.317           |
| 6   | Naar de wuppe             | Lien De Graeve (Mireille), Karin Tanghe (mevr. Dubrulle), Liesa Naert (Peggy Delentdekker), Steven Mahieu (Rudolf), Ryszard Turbiasz (arbeider), Bert Huysentruyt (Patrick)                    | 23 mei 2024   | 422.124           |
| 7   | Van gras tot melk         | Bert Huysentruyt (Patrick), Ryszard Turbiasz (arbeider), Alain Rinckhout (burgemeester), Bert Janssens (Gerry), Gunter Lamoot (Gino), Mina Miluka (Agnieszka), Barbara Sarafian (Marie-Gisèle) | 30 mei 2024   | 467.972           |